# Deuterocohnia schreiteri
Espèce
Classification APG III (2009)
Deuterocohnia schreiteri est une espèce de plantes de la famille des Bromeliaceae, endémique d'Argentine et décrite en 1929.

## Distribution
L'espèce est endémique du nord-ouest de l'Argentine.

## Description
Selon la classification de Raunkier, l'espèce est chamaephyte.

## Galerie

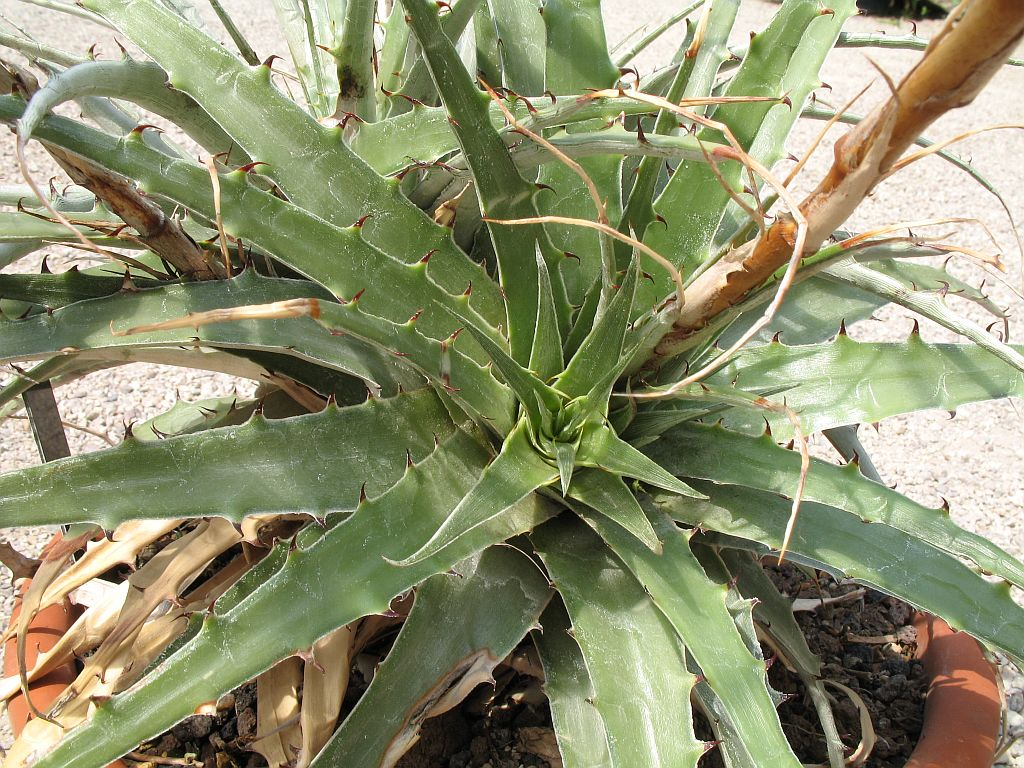
Spécimen au jardin botanique de Heidelberg
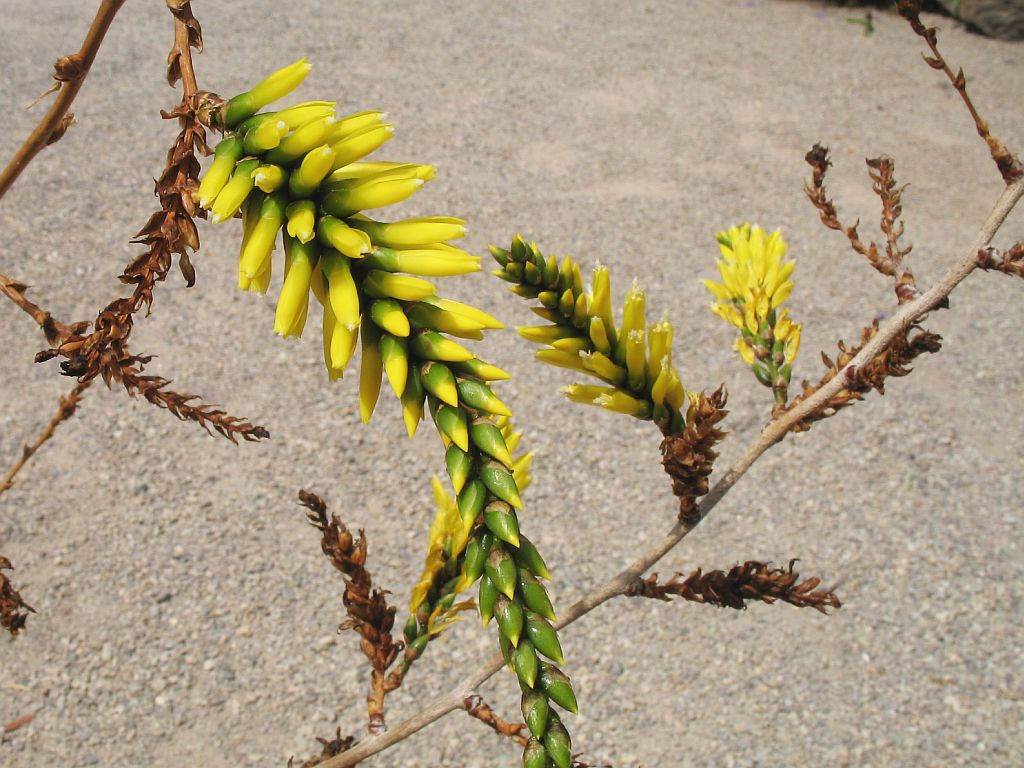
Inflorenscence
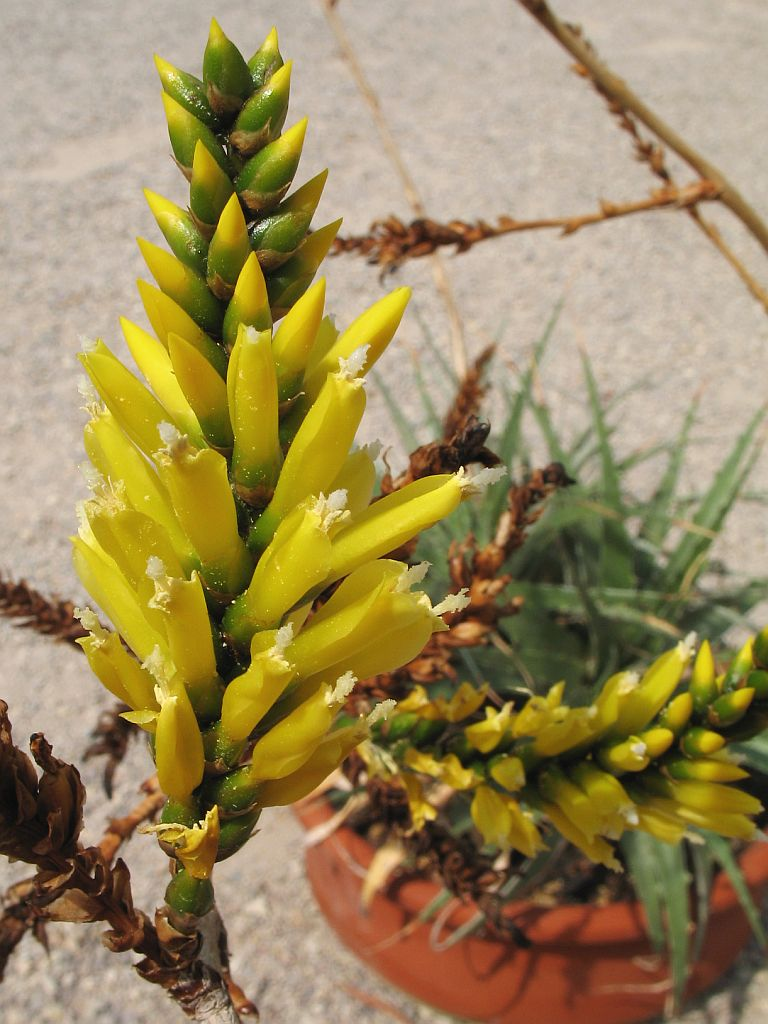
Inflorescence